# NRS ナイフ型消音拳銃
NRS ナイフ型消音拳銃（NRS ナイフがたしょうおんけんじゅう、ロシア語：Нож Разведчика Специальный НРС, 「射撃機能付き偵察要員用ナイフ」の意）は、ソ連が開発したナイフ型の特殊部隊用消音拳銃である。旧ソ連のスペツナズ（特殊部隊）内では、“パラ・トルーパー射撃拳銃”とも呼称されていた。

## 概要
1970年代に開発された特殊な拳銃、もしくは「拳銃弾の発射装置を仕込んだナイフ」であり、潜入作戦に従事していた特殊部隊員が危機的な状況に陥った際、また敵が油断した瞬間に射殺や牽制することを目的にファイティング・ナイフの柄部分に単発の拳銃を組み込んだものである。
このナイフ銃そのものには機械的な消音機能はなく、射撃時の消音はMPS消音拳銃およびS4M消音拳銃で使用される7.62mm×41.5 SP-3 消音弾という特殊なカートリッジにより行われる。この弾薬は通常の銃器用弾薬とは異なり、射撃時に膨張する発射ガスがケース内のピストンを移動させ、ピストンが弾頭を押し出すことによって発砲されるもので、発射ガスは薬莢内に閉じ込められる、特殊な構造になっている。
弾薬はナイフのグリップ後端から装填し、刃とは反対側となる、グリップの先端から弾丸を発射する。装填は、グリップに内蔵されているバレルを取り出し、チャンバー（薬室）内に弾丸を入れる方法である。その後バレルをグリップに戻すと、ファイアリング・ピン（撃針）がコックされ、自動的に安全装置が掛かるようになっている。銃弾を発射するには、グリップの先端を標的へ向け、親指でグリップ後端のセーフティ・レバーを解除してトリガーとなるボタンを押す。
専用の鞘にはワイヤーカッターが内蔵されている。通電されたワイヤーにも対応できるよう、ワイヤーカッター操作時に手で触れる箇所は絶縁カバーで保護されている。
1980年代には後継となるNRS-2(ロシア語: Нрс-2)が開発された。NRS-2は使用弾薬をPSS 消音拳銃に用いられている7.62mmx42 SP-4に変更しており、刀身の形状が変更されている。
なお、派生型として発射機構を省いて通常のサバイバルナイフとしたNR-2(ロシア語: Нр-2)が存在しており、こちらは柄の内部はサバイバル用品の収納部とされている。

## 登場作品

### ゲーム
『メタルギアソリッド2』
タンカー編ムービーシーンにて敵スペツナズ兵のオルガ・ゴルルコビッチが使用。プレイヤーが使用することはできない。